# 瑞士人列表
瑞士人按职业分类，可以从以下各列表中查询。
- 瑞士总理列表
- 瑞士联邦秘书长
- 瑞士联邦总统列表
- 瑞士艺术家列表（英语：List of Swiss artists）
- 瑞士演员列表（英语：List of Swiss actors）
- 瑞士作家列表（英语：List of Swiss writers）
  - 瑞士小说家列表（英语：List of Swiss novelists）
- 瑞士建筑家列表（英语：List of Swiss architects）
- 瑞士画家列表（英语：List of Swiss painters）
- 瑞士作曲家列表（英语：List of Swiss composers）
- 瑞士哲学家列表（英语：List of Swiss philosophers）
- 瑞士雕刻家列表（英语：List of Swiss sculptors）
- 瑞士电影导演列表（英语：List of Swiss film directors）
- 瑞士裔美国人列表（英语：List of Swiss Americans）

|  | 本条目是人物相关列表索引。 |